# Campo Formoso (ort)
Campo Formoso är en ort i Brasilien.   Den ligger i kommunen Campo Formoso och delstaten Bahia, i den östra delen av landet, 1 000 km nordost om huvudstaden Brasília. Campo Formoso ligger 580 meter över havet och antalet invånare är 23 920.
Terrängen runt Campo Formoso är huvudsakligen kuperad, men västerut är den platt. Campo Formoso ligger nere i en dal. Närmaste större samhälle är Senhor do Bonfim, 15,3 km öster om Campo Formoso.
Omgivningarna runt Campo Formoso är huvudsakligen savann. Runt Campo Formoso är det ganska glesbefolkat, med 29 invånare per kvadratkilometer.